# Entführung von Elizabeth Shoaf
Die Entführung von Elizabeth Shoaf war ein Aufsehen erregender Kriminalfall, der sich vom 6. bis 16. September 2006 in Lugoff, Kershaw County im US-Bundesstaat South Carolina ereignete. Hierbei wurde die 14-jährige Elizabeth Shoaf zehn Tage von ihrem 36-jährigen Entführer Vinson Filyaw in einem von ihm angelegten unterirdischen Erdbunker festgehalten und wiederholt sexuell missbraucht. Nachdem nach Filyaw als Hauptverdächtigen gefahndet wurde, floh er, sodass sich Shoaf befreien konnte. Filyaw wurde gefasst und zu einer Haftstrafe von 421 Jahren verurteilt.

## Tatverlauf

### Das Opfer
Die 14-jährige Elizabeth Shoaf (geb. am 3. Oktober 1991 in Lugoff, South Carolina, USA) wuchs mit ihren Eltern und zwei Geschwistern in Lugoff, einer kleinen, ländlichen Stadt in South Carolina, auf. In Lugoff, einer Gemeinde mit nur 7.000 Einwohnern, gab es große, unerschlossene Wälder, die sich kilometerweit durch die Stadt zogen. Das Haus von Elizabeth Shoafs Familie war teilweise von einer dichten Baumreihe umgeben, die in weite Teile der Wildnis überging.

### Entführung
Filyaw entführte Shoaf am 6. September 2006, nachdem sie nur 400 Meter von ihrem Haus entfernt aus dem Schulbus gestiegen war und sich auf dem Rückweg befand. Er gab sich als Polizist aus, legte ihr Handschellen an und erklärte ihr, sie sei verhaftet worden, weil ihre Familie Marihuana angebaut habe. Daraufhin führte er sie in den Wald, vergewaltigte sie und zwang sie, eine Halskette zu tragen, die angeblich mit Sprengstoff versehen war. Er drohte ihr, sie und anschließend ihren jüngeren Bruder zu töten, wenn sie fliehen sollte. Nachdem er sie tiefer in den Wald gebracht hatte, brachte Vilyaw sein Opfer in einen selbstgebauten unterirdischen Bunker mit einer versteckten Tür, die mit Sprengstoff versehen war. Der Bunker, in dem er Shoaf festhielt, hatte einen Brunnen, ein Bett, einen Herd, einen Fernseher und eine Fluchtluke und war weniger als eine Meile von Shoafs Haus entfernt. Insgesamt hielt Filyaw die jugendliche Shoaf zehn Tage gefangen, wobei er sie täglich bis zu fünfmal vergewaltigte.

### Vermisstensuche
Nachdem Shoaf am Tag der Entführung nicht nach Hause gekommen war, meldete ihre Familie sich in der Nacht des 6. auf den 7. September bei der Polizei des Kershaw County Sheriff’s Department, die Shoaf zunächst für eine Ausreißerin hielt. Nachdem sie jedoch am nächsten Morgen noch immer nicht zurückgekehrt war, begannen ihre Familie und die Polizei mit einer großangelegten Suche, wobei auch ein Hubschrauber zum Einsatz kam. Im weiteren Verlauf wurden tausende Flugblätter verteilt, die Lokalnachrichten berichteten über das Verschwinden des Mädchens und hunderte Freiwillige beteiligten sich an der Suche. Trotz der umfangreichen Berichterstattung und der laufenden Suchaktionen hatten die Behörden keinen einzigen Hinweis auf das Verschwinden von Elizabeth Shoaf. Zur  Enttäuschung der Familie konnte die Polizei keine offizielle Vermisstenmeldung herausgeben, da es keine Anzeichen für eine Straftat gab.

### Tätermotiv
Gegenüber Shoaf erklärte Filyaw, dass sein Motiv sei, dass er im vergangenen Jahr auf der Flucht vor dem Kershaw County Sheriff’s Department gewesen war. Nachdem aufgedeckt wurde, dass er die 12-jährige Tochter seiner Freundin sexuell missbraucht hatte, entzog sich Filyaw erfolgreich der Verhaftung, indem er sich in verschiedenen Bunkern versteckte, die er in den Wäldern gebaut hatte. Aus Wut über die Strafverfolgungsbehörden, die es gewagt hatten, ihn vor Gericht zu stellen, heckte er einen Plan aus, um so viele Sheriffs wie möglich zu töten – und er wollte ein junges Mädchen wie Shoaf als Köder, um sie in seinen mit Sprengfallen versehenen Bunker zu locken. Elizabeth Shoaf begriff, dass sie herausfinden musste, wie sie am Leben bleiben und ihrem Entführer entkommen konnte, bevor er seine Pläne in die Tat umsetzte.

### Hilferuf des Opfers
Im Laufe der Tage versuchte Shoaf, Filyaw dazu zu bringen, ihr zu vertrauen und ihr mehr Freiheiten einzuräumen. Sie tat so, als fände sie ihn attraktiv und wolle sie mit ihm zusammen sein. „Im Laufe der Tage wurde er weniger gewalttätig, wenn ich mich nicht wehrte oder ihm gegenüber nicht so zögerlich war“, erzählte Shoaf rückblickend. „Tu so, als wäre die Vergewaltigung angenehm, sag, dass du ihn liebst, oder was auch immer du tun kannst, um die Sache einfacher zu machen, ich werde es tun.“ Shoafs Strategie begann zu funktionieren. Filyaw erlaubte ihr, ihre Kleidung zu tragen und nahm ihr zu verschiedenen Tageszeiten die Ketten ab, manchmal sogar während er schlief.
Da sie Vertrauen zu ihrem Entführer aufgebaut hatte, erlaubte Filyaw ihr schließlich, Spiele auf seinem Mobiltelefon zu spielen. Da es in dem unterirdischen Bunker kein Handysignal gab, spielte Shoaf nur einfache Spiele auf dem Gerät, um sich die Zeit zu vertreiben. Eines Nachts, als Filyaw schlief, schrieb Shoaf ihrer Mutter eine SMS, wodurch die Polizei ihre zwischenzeitlich abgebrochenen Suchaktionen wieder aufnahmen und durch die Zurückverfolgung der Nummer herausfanden, dass sie Vinson Filyaw gehörte, einem Verdächtigen, nach dem sie seit einem Jahr gesucht hatten.

### Täterfahndung und Flucht
Daraufhin erhielt die Polizei einen Durchsuchungsbefehl für Filyaws Wohnwagen, wo sie ganze Stapel von Pornografie, Drogen und Ausrüstung zum Bombenbau vorfanden. Im Schlafzimmer entdeckten sie ein verstecktes, gegrabenes Loch, eines von Filyaws Verstecken, die er genutzt hatte, um sich vor der Polizei in der Vergangenheit zu verstecken.
Der damalige Sheriff Steve McCaskill sagte rückblickend über die Durchsuchung und die Einschätzung der Situation für das entführte Opfer: „die Fakten, dass er Alkohol und Drogen missbraucht hat, die Tatsache, dass es so viel Pornografie im Haus gab, die Tatsache, dass diese junge Frau vermisst wurde. Man nimmt alle drei Dinge zusammen und überlegt, was man da hat. Und das macht einem wirklich Angst.“
Während der Suche fand die Polizei weitere von Filyaw gegrabene Bunker auf dem Grundstück und in den Wäldern, was sie zu der Erkenntnis brachte, dass Elizabeth Shoaf – falls sie noch lebte – wahrscheinlich in einem dieser Bunker festgehalten wurde.
Sheriff McCaskill traf daraufhin eine heikle Entscheidung: er gab an die Medien die Information weiter, dass eine SMS von Elizabeth Shoaf an ihre Mutter geschickt worden war – und hoffte damit Filyaw aufzuschrecken und aus seinem Versteck zu locken. Shoafs Mutter klagte daraufhin, damit habe die Polizei ihre Tochter zum Tode verurteilt. Tatsächlich sah Filyaw über einen batteriebetriebenen Fernseher die Lokalnachrichten und fuhr Shoaf wütend an, die jedoch erfolgreich leugnen konnte, dass sie die Nachricht verschickt hatte, auch da sie den Versendungsnachweis auf Filyaws Handy gelöscht hatte. Da die Polizei hörbar näher kam, versuchte Shoaf ihren Entführer zu überzeugen, dass er fliehen müsse und sie ihm bald folgen würde, um wieder mit ihm vereint zu sein. Nach einiger Zeit stimmte Filyaw zu, dass die Flucht seine beste Option sei. Als die Geräusche der oberirdischen Suche in der Nacht verschwanden, verließ er den Bunker und ließ Shoaf allein zurück.

### Rettung des Opfers
Am nächsten Morgen, nachdem Filyaw noch immer nicht zurückgekehrt war, fühlte sich Shoaf sicher und verließ selbst den Bunker und rief lautstark um Hilfe, woraufhin sie – zehn Tage nach ihrer Entführung – von der Polizei und Suchhelfern gefunden wurde und in ein nahes Krankenhaus gebracht wurde, wo sie ihre Eltern traf. Ihr Entführer Vinson Filyaw wurde einen Bezirk entfernt verhaftet.

## Nachgang

### Prozess gegen den Täter
In den Wochen und Monaten nach der Entführung kämpfte Shoaf mit einer posttraumatischen Belastungsstörung, Angstzuständen und Depressionen. Rund eineinhalb Monate nach ihrer Rettung kehrte Shoaf in die Schule zurück. Da ihr Fall sowohl durch die Lokal- als auch nationalen Medien gegangen war und jeder um das ihr Geschehene wusste, zog Shoaf ungewollt Aufmerksamkeit auf sich und fühlte sich stark isoliert. Angesichts des anstehenden Prozesses gegen Filyaw überlegte sie, ob sie gegen ihren Entführer als Zeugin aussagen sollte, wenngleich die Vorstellung ihn wiederzusehen, sie schwer belastete.
Doch tatsächlich kam ihr Filyaw zuvor, indem er ein 120-seitiges Manuskript verfasste, in dem er die Misshandlungen, die er sowohl Shoaf als auch dem 12-jährigen Mädchen in den vergangenen Jahren angetan hatte, detailliert darlegte. Wenige Minuten nach Prozessbeginn bekannte sich Filyaw in allen Anklagepunkten schuldig. Shoaf gab bei seiner Verurteilung über ihren Anwalt eine Erklärung ab. Im September 2007, etwas mehr als ein Jahr nach der Entführung, wurde Filyaw wegen Entführung, Vergewaltigung, Vortäuschung der Identität eines Polizeibeamten, illegalem Sprengstoffbesitz und vielen weiteren Taten, zu einer Haftstrafe von insgesamt 421 Jahren verurteilt. Sein Verteidiger Jack Duncan sagte, es sei die längste Einzelstrafe in der Geschichte von South Carolina. Der zuständige Staatsanwalt Barney Giese erklärte rückblickend: „Er war ein böser Kerl, so böse wie man nur sein kann, ohne jemanden zu töten.“
Vinson Filyaw wurde im Alter von 51 Jahren am 3. Mai 2021 tot in seiner Gefängniszelle aufgefunden.

### Weiteres Leben des Opfers
Shoaf kämpfte auch im Nachhinein mit PTBS-Symptomen. „Es ist definitiv schwierig, das Leben so weiterzuführen, als wäre nichts passiert“, sagt sie. „Blätter oder Dreck können so etwas wie einen Flashback oder eine Erinnerung daran hervorrufen, wie ich mit ihm durch den Wald gegangen bin. [...] Man kann nicht immer einfach aufhören zu denken. [... ] Wenn die Gedanken rasen und rasen und rasen, hat man das Gefühl, die Kontrolle zu verlieren, und man gerät in eine Panikattacke oder wird depressiv und wünscht sich, das alles wäre nie passiert und man müsste das jetzt nicht tun.“
Gleichwohl kämpfte sich Elizabeth Shoaf nach ihrer traumatischen Erfahrung zurück ins Leben, wobei sie offen über das ihr zugestoßene Geschehen berichtete. So hielt sie etwa in Zusammenarbeit mit dem Kershaw County Sheriff’s Department, dem Kershaw County Council und Genova Family Karate Studio, das Selbstverteidigungskurse für Frauen anbot, Vorträge für Schülerinnen und deren Mütter. Shoaf selbst sagt: „Es ist nur eine Erinnerung. [...] Ich habe überlebt und kann anderen beim Überleben helfen.“ 2010 machte Shoaf ihren Abschluss an der Lugoff-Elgin High School, 2012 am Midlands Technical College mit dem Zertifikat als Zahnmedizinische Fachangestellte. Sie arbeitet in einer Zahnarztklinik in Cayce, South Carolina als leitende Zahnarztassistentin und macht eine Ausbildung zur Zahnhygienikerin. Shoaf lebt in einer Beziehung und hat aus dieser einen Sohn.

## Filmische Darstellung
In dem 2018 erschienenen Spielfilm Girl in the Bunker wurde Elizabeth Shoaf von Julia Lalonde verkörpert, der Täter Vinson Filyaw von Henry Thomas.
Ebenso wurden die Ereignisse mehrfach in Dokumentationen behandelt, bei denen auch Shoaf selbst zu Wort kam, so etwa in:
- Surviving Evil – Season 1, Episode 9 – Underground Terror, 2013.[9]

- Elizabeth Shoaf: The Girl in a Bunker, 2018.[10]